# Eugène Hubert (auteur dramatique)
Pour les articles homonymes, voir Eugène Hubert (homonymie).

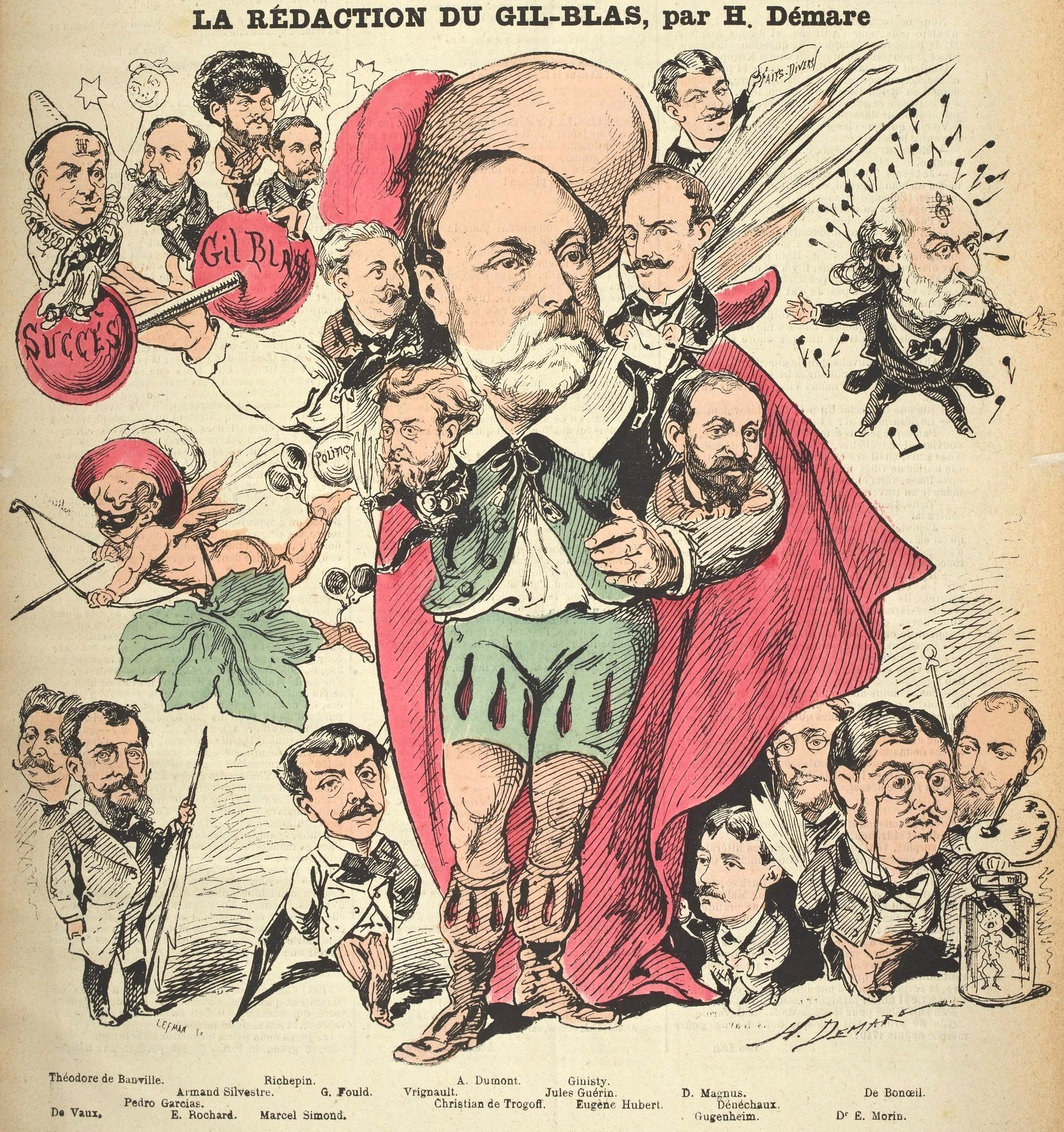
Eugène Hubert caricaturé parmi la rédaction du Gil Blas.

Auguste Eugène Hubert, né à Sury-en-Vaux le 22 août 1846 et mort le 27 novembre 1904 à Paris 17e, est un journaliste et auteur dramatique français.

## Biographie
Licencié en droit, Eugène Hubert devient banquier puis décide de se consacrer au journalisme et à la littérature. Ses pièces ont été représentées au Théâtre du Château-d'Eau et au Théâtre des Bouffes-Parisiens.
Il épouse Marie Julie Jeanselme le 5 septembre 1881 à Neuilly-sur-Seine. 

## Œuvres
- Les Actrices de Paris, quatrains, avec Christian de Trogoff, 1872
- Revendication, drame en 3 actes, avec de Trogoff, 1874
- Populus, drame en 5 actes et 8 tableaux, dont un prologue, avec Ulric de Fonvielle et Christian de Trogoff, 1878
- Le Loup de Kevergan, drame en cinq actes et de tableaux, avec Émile Rochard, 1879
- Péchés de jeunesse, poésies, 1879
- Ninette, opéra-comique en 3 actes, avec Charles Clairville et de Christian de Trogoff, 1898